# ラブライブ!サンシャイン!! (テレビアニメ)
『ラブライブ！サンシャイン!!』は、サンライズ制作の日本のテレビアニメ。同名のメディアミックスプロジェクト『ラブライブ！サンシャイン!!』の一作品。
第1期が2016年7月から9月にかけて、第2期が2017年10月から12月にかけて、TOKYO MXほかで放送された。
続編となる劇場アニメ『ラブライブ！サンシャイン!! The School Idol Movie Over the Rainbow』が2019年1月4日に公開された。

## 概要
第1期は、2016年1月11日に行われた、ニコニコ生放送にてテレビアニメ化が発表され、2016年7月から9月にかけて放送された。テレビアニメ放送に先駆けて、『ラブライブ!サンシャイン!!TVアニメ放送直前特番〜私たち、輝きたい!〜』が放送・配信された。
第2期は、2017年2月26日に行われた、Aqours 1stライブにて制作が発表され、2017年10月から12月にかけて放送された。放送に先駆けて、『ラブライブ!サンシャイン!!TVアニメ2期放送直前特番〜私たち、輝きたい!〜』が放送・配信された。
文字多重放送も実施。文字色は千歌が黄色、ルビィが水色、曜が緑、他のAqoursメンバーとその他の登場キャラクターは白となる。
本作は静岡県沼津市内浦地区が舞台であることから、実在する企業・団体ないしはその関連商品等が実名で登場しているほか、モデルとなった建物も数多く存在している。このため、エンディングクレジットには「協力」として数多くの企業・団体がクレジットされている。一例として、「浦の星女学院」のモデルとなった沼津市立長井崎中学校、主人公・千歌の家のモデルとなった安田屋旅館、実際にバスが登場している地元バス会社の東海バスオレンジシャトル（現・東海バス沼津営業所、本社が沼津市）、「寿太郎温州」の箱が登場しているJAなんすん、地元の水族館である伊豆・三津シーパラダイス、あわしまマリンパークなどがクレジットされている。なお、これらの企業名のクレジットは、NHK・Eテレ（NHK教育テレビジョン）で放送される場合、広告・宣伝放送を禁止した放送法83条1項及び日本放送協会定款51条に抵触する為、エンディングクレジットからは削除されるが、本編においては同法に完全対応した編集は行わず、「実写映像への映り込み」に準じた解釈でそのまま放送される。
前作のテレビアニメ版『ラブライブ!』と世界観を共有（テレビアニメ版『ラブライブ!』の実質上完結となる『ラブライブ!The School Idol Movie』から何年後かははっきりとは描写されていない）しており、同作の映像が作中で流用されている。
キャラクターなどの設定が、それまで展開していたメディア（G's、ボイスドラマ等）から大幅に改変されている。大きな変更点としては、物語開始時点で浦の星女学院の廃校が未定となった他、梨子の性格（引っ込み思案から、ツッコミ役に変更、さらに犬嫌い設定の追加）や、ダイヤのスクールアイドルへの興味（加入までまったくスクールアイドル自体に無関心だったが、一時的に表向きには隠していたもののμ'sの熱烈なファンであることに変更）などが挙げられる。

## スタッフ
|                      | 第1期                                       | 第2期                                       |
| -------------------- | ------------------------------------------- | ------------------------------------------- |
| 企画                 | 佐々木新、上山公一、井上俊次、広瀬和彦      | 佐々木新、上山公一、井上俊次、広瀬和彦      |
| 企画                 | 鈴木一智                                    | 塚田正晃                                    |
| 原作                 | 矢立肇                                      | 矢立肇                                      |
| 原案                 | 公野櫻子                                    | 公野櫻子                                    |
| 監督                 | 酒井和男                                    | 酒井和男                                    |
| シリーズ構成・脚本   | 花田十輝                                    | 花田十輝                                    |
| キャラクターデザイン | 室田雄平                                    | 室田雄平                                    |
| デザインワークス     | 河毛雅妃                                    | -                                           |
| メインアニメーター   | 藤井智之、平山円                            | 藤井智之、平山円                            |
| メインアニメーター   | -                                           | 佐野恵一                                    |
| セットデザイン       | 高橋武之                                    | 高橋武之                                    |
| 美術監督             | 東潤一                                      | 神山瑤子、鈴木くるみ                        |
| 色彩設計             | 横山さよ子                                  | 横山さよ子                                  |
| CGディレクター       | 黒﨑豪                                      | 黒﨑豪                                      |
| 撮影監督             | 杉山大樹                                    | 杉山大樹                                    |
| 編集                 | 今井大介                                    | 今井大介                                    |
| 音響監督             | 長崎行男                                    | 長崎行男                                    |
| 音楽プロデューサー   | 伊藤善之                                    | -                                           |
| 音楽プロデューサー   | 大久保隆一                                  |                                             |
| 音楽                 | 加藤達也                                    | 加藤達也                                    |
| 音楽制作             | ランティス、サンライズ音楽出版              | ランティス、サンライズ音楽出版              |
| 企画プロデューサー   | 田中紀明、櫻井優香、高野希義                | 田中紀明、櫻井優香、高野希義                |
| プロデューサー       | 平山理志、槙本裕紀                          | 平山理志、槙本裕紀                          |
| アニメーション制作   | サンライズ                                  | サンライズ                                  |
| 製作                 | 2016プロジェクト ラブライブ！サンシャイン!! | 2017プロジェクト ラブライブ！サンシャイン!! |

## 登場人物
本作は、スクールアイドルグループ「Aqours」のメンバーである高海千歌（声 - 伊波杏樹）、桜内梨子（声 - 逢田梨香子）、松浦果南（声 - 諏訪ななか）、黒澤ダイヤ（声 - 小宮有紗）、渡辺曜（声 - 斉藤朱夏）、津島善子（声 - 小林愛香）、国木田花丸（声 - 高槻かなこ）、小原鞠莉（声 - 鈴木愛奈）、黒澤ルビィ（声 - 降幡愛）の9人を中心にストーリーが展開している。

## 主題歌
作詞は畑亜貴。
第1期
オープニングテーマ「青空Jumping Heart」
作曲 - 伊藤賢、光増ハジメ / 編曲 - EFFY / 歌 - Aqours
OP映像は東京ドーム（劇中ではアキバドーム）でライブを行う様子が描かれている。
ライブのシーンは劇中では描かれていない2期第12話のアンコールシーンということが3rdライブツアーの幕間映像で明らかになっている。また、2期第13話のオープニングテーマであり、映像はアニメ第1期OPがベースとなっている。
エンディングテーマ「ユメ語るよりユメ歌おう」（第2話 - 第8話、第10話 - 第12話）
作曲・編曲 - 山口朗彦
歌（第2話） - 高海千歌（伊波杏樹）、桜内梨子（逢田梨香子）、渡辺曜（斉藤朱夏）
歌（第3・12話） - Aqours
歌（第4話） - 国木田花丸（高槻かなこ）、黒澤ルビィ（降幡愛）
歌（第5話） - 津島善子（小林愛香）
歌（第6話） - 松浦果南（諏訪ななか）、黒澤ダイヤ（小宮有紗）、小原鞠莉（鈴木愛奈）
歌（第7話） - 津島善子（小林愛香）、国木田花丸（高槻かなこ）、黒澤ルビィ（降幡愛）
歌（第8話） - 高海千歌（伊波杏樹）、桜内梨子（逢田梨香子）、渡辺曜（斉藤朱夏）、津島善子（小林愛香）、国木田花丸（高槻かなこ）、黒澤ルビィ（降幡愛）
歌（第10話） - 高海千歌（伊波杏樹）、桜内梨子（逢田梨香子）
歌（第11話） - 渡辺曜（斉藤朱夏）

第2期
オープニングテーマ「未来の僕らは知ってるよ」（第1 - 12話）
作曲 - 光増ハジメ / 編曲 - EFFY / 歌 - Aqours
エンディングテーマ「勇気はどこに?君の胸に!」（第1話、第2話、第4話、第5話、第7話、第8話、第10話、第11話）
作曲 - 小高光太郎、UiNA / 編曲 - 小高光太郎
歌（第1話） - 高海千歌（伊波杏樹）、桜内梨子（逢田梨香子）、渡辺曜（斉藤朱夏）
歌（第2・7話） - Aqours
歌（第4話） - 黒澤ダイヤ（小宮有紗）
歌（第5話） - 桜内梨子（逢田梨香子）、津島善子（小林愛香）
歌（第8話） - 津島善子（小林愛香）、国木田花丸（高槻かなこ）、黒澤ルビィ（降幡愛）
歌（第10話） - 松浦果南（諏訪ななか）、黒澤ダイヤ（小宮有紗）、小原鞠莉（鈴木愛奈）
歌（第11話） - 私立浦の星女学院一同（Aqours、高海志満（阿澄佳奈）、高海美渡（伊藤かな恵）、よしみ（松田利冴）、いつき（金元寿子）、むつ（芹澤優）、しいたけ（麦穂あんな）、解答者A（山北早紀）、解答者B（千本木彩花）、その他女子生徒（三宅晴佳、嶺内ともみ、小松奈生子、岡咲美保、続木友子、小野寺瑠奈、原口祥子、米山明日美、二ノ宮愛子、樋口桃、木本久留美、成岡正江、小田果林、内田愛美、森永たえこ））

## 挿入歌
作詞は畑亜貴。
第1期
「決めたよHand in Hand」（第1話）
作曲・編曲 - 渡辺拓也 / 歌 - 高海千歌（伊波杏樹）、桜内梨子（逢田梨香子）、渡辺曜（斉藤朱夏）
「START:DASH!!」（第1話）
作曲・編曲 - 佐々木裕 / 歌 - μ's
「ユメノトビラ」（第2話）
作曲・編曲 - 佐伯高志 / 歌 - 桜内梨子（逢田梨香子）
「ダイスキだったらダイジョウブ!」（第3話）
作曲・編曲 - 高田暁 / 歌 - 高海千歌（伊波杏樹）、桜内梨子（逢田梨香子）、渡辺曜（斉藤朱夏）
「夢で夜空を照らしたい」（第6話）
作曲 - 光増ハジメ / 編曲 - EFFY / 歌 - 高海千歌（伊波杏樹）、桜内梨子（逢田梨香子）、渡辺曜（斉藤朱夏）、津島善子（小林愛香）、国木田花丸（高槻かなこ）、黒澤ルビィ（降幡愛）
「SELF CONTROL!!」（第7、8話）
作曲・編曲 - 河田貴央 / 歌 - Saint Snow
「未熟DREAMER」（第9話）
作曲・編曲 - 渡辺和紀 / 歌 - Aqours
「想いよひとつになれ」（第11話）
作曲・編曲 - 佐伯高志 / 歌 - 高海千歌（伊波杏樹）、松浦果南（諏訪ななか）、黒澤ダイヤ（小宮有紗）、渡辺曜（斉藤朱夏）、津島善子（小林愛香）、国木田花丸（高槻かなこ）、小原鞠莉（鈴木愛奈）、黒澤ルビィ（降幡愛）
「MIRAI TICKET」（第13話）
作曲・編曲 - EFFY / 歌 - Aqours

第2期
「MY舞☆TONIGHT」（第3話）
作曲・編曲 - EFFY / 歌 - Aqours
「君のこころは輝いてるかい?」（第3話）
作曲 - 光増ハジメ / 編曲 - EFFY / 歌 - Aqours
「CRASH MIND」（第5話）
作曲・編曲 - 宮崎誠 / 歌 - Saint Snow
「MIRACLE WAVE」（第6・7話）
作曲 - 酒井拓也 / 編曲 - 脇眞富 / 歌 - Aqours
「空も心も晴れるから」（第7話）
作曲 - 原田篤 / 編曲 - 脇眞富 / 歌 - Aqours
「DROPOUT!?」（第8話）
作曲・編曲 - 馬渕直純 / 歌 - Saint Snow
「Awaken the power」（第9話）
作曲・編曲 - 河田貴央 / 歌 - Saint Aqours Snow
「WATER BLUE NEW WORLD」（第12話）
作曲・編曲 - 佐伯高志 / ストリングスアレンジ - 倉内達矢 / 歌 - Aqours
「WONDERFUL STORIES」（第13話）
作曲 - Carlos K. / 編曲 - EFFY / 歌 - Aqours

## 評価
第1期のBlu-ray第1巻（特装限定版）の初週売上は6.7万枚を売り上げ、週間Blu-rayランキングで総合2位を獲得した。また、第1期第1巻（特装限定版）はテレビアニメのBlu-rayの初週売上で当時歴代2位を記録した。続く第2巻（特装限定版）の初週売上は4.6万枚を売り上げ、週間Blu-rayランキングで総合1位を獲得した。「TSUTAYAオンラインアニメストア」アニメ映像ソフト部門の2017年12月売上ランキングでは第2期第1巻が1位を獲得した。
第2期オープニングテーマ、「未来の僕らは知ってるよ」が2017年10月度ゴールドディスクに認定された。第2期エンディングテーマ、「勇気はどこに？君の胸に！」がアキバ総研が運営するアニメポータル「あにぽた」にて実施された公式投票企画「2017秋アニメEDテーマ人気投票」にて1位を獲得した。
アニメライターの高橋克則は「2016年夏アニメ注目の5作品」の一つとして第1期を紹介しており、第1話について「前シリーズ『ラブライブ！』でも見られた水のモチーフが盛り込まれこれまでの余韻を残しながらも新たな幕開けを感じさせる出来映えとなった。物語の舞台である静岡県沼津市の入り海も美しく、夕日で海面がキラキラと輝く描写はAqoursのこれからを象徴している」と評している。

## エピソードリスト
| 話数 | サブタイトル           | 絵コンテ           | 演出                           | 作画監督                                                                                         | ライブパート作画監督                             | 総作画監督                                     |       |       |       |       |       |       |       |       |       |       |       |       |       |       |       |       |       |       |
| 第1期 | 第1期                  | 第1期              | 第1期                          | 第1期                                                                                            | 第1期                                            | 第1期                                          | 第1期 | 第1期 | 第1期 | 第1期 | 第1期 | 第1期 | 第1期 | 第1期 | 第1期 | 第1期 | 第1期 | 第1期 | 第1期 | 第1期 | 第1期 | 第1期 | 第1期 | 第1期 |
| --- | ---------------------- | ------------------ | ------------------------------ | ------------------------------------------------------------------------------------------------ | ------------------------------------------------ | ---------------------------------------------- | ----- | ----- | ----- | ----- | ----- | ----- | ----- | ----- | ----- | ----- | ----- | ----- | ----- | ----- | ----- | ----- | ----- | ----- |
| #1 | 輝きたい!!             | 酒井和男           | 酒井和男                       | 鈴木勇、西澤千恵                                                                                 | 後藤望、重国勇二、寺尾憲治、永富浩司             | 河毛雅妃、平山円、藤井智之                     |       |       |       |       |       |       |       |       |       |       |       |       |       |       |       |       |       |       |
| スクールアイドル「μ's」を知った事で、スクールアイドルとして『輝く』ことを夢見るようになった高海千歌は通っている浦の星女学院にスクールアイドル部を作ろうとクラスメイトの渡辺曜と共に勧誘をしていた。しかしなかなか部員が集まらず、しまいには生徒会長の黒澤ダイヤにスクールアイドル部の設立は認めないと言われてしまう。 夕方、千歌は4月の海に飛び込もうとする桜内梨子と遭遇し、止めようとするが勢い余って一緒に海へ落ちてしまう。砂浜で暖を取りながら千歌は梨子に自身のスクールアイドルへの想いを語った。翌日、千歌は曜と共に再度ダイヤの元へ申請に行くが、ダイヤからスクールアイドルとして活動するための課題を突き付けられてしまう。途方に暮れる2人のクラスへ梨子が編入し、千歌がスクールアイドル部へ勧誘するが断られてしまった。 |                        |                    |                                |                                                                                                  |                                                  |                                                |       |       |       |       |       |       |       |       |       |       |       |       |       |       |       |       |       |       |
| #2 | 転校生をつかまえろ！   | 酒井和男           | 河野亜矢子、飛田剛             | 森本由布希                                                                                       | -                                                | 河毛雅妃、平山円、藤井智之、室田雄平           |       |       |       |       |       |       |       |       |       |       |       |       |       |       |       |       |       |       |
| 千歌は梨子に作曲してもらおうと説得するが、なかなか協力してもらえない。千歌は再びダイヤのもとへもう一度申請をしに行くがμ'sに対する勉強不足を熱烈なファンであるダイヤに強く指摘され、再度、部の新設不許可を言い渡される。砂浜で梨子と遭遇した千歌は「海の音」を一緒に聞こうとダイビングを提案し、曜を含めた3人で「海の音」のイメージを共有する。翌日、梨子から作曲なら手伝ってもいいと言われ、千歌の実家の旅館で作詞を始める。作詞に行き詰まる千歌に曜と梨子が「スクールアイドルに対する想いを詞にしてみてはどうか」と提案。千歌は『ユメノトビラ』の詞を梨子達に見せ、μ'sのようなスクールアイドルになりたいんだと改めて自身のスクールアイドルへの想いを伝える。 夜、梨子は自室のピアノでユメノトビラのワンフレーズを歌った。梨子の部屋の向かいが千歌の部屋だったため、千歌はその演奏を聴き、梨子にスクールアイドルをやろうともう一度誘い、梨子もそれを受け入れる。 |                        |                    |                                |                                                                                                  |                                                  |                                                |       |       |       |       |       |       |       |       |       |       |       |       |       |       |       |       |       |       |
| #3 | ファーストステップ     | 遠藤広隆           | 遠藤広隆                       | 尾尻進矢、小林明美、後藤望、重国勇二（ダンス）                                                   | -                                                | 河毛雅妃、平山円、藤井智之、室田雄平           |       |       |       |       |       |       |       |       |       |       |       |       |       |       |       |       |       |       |
| 千歌、曜、梨子の3人が練習をしているところに小原鞠莉がやってきた。鞠莉は浦の星女学院の理事長に任命されており、学院の体育館を満員にすることが出来れば人数が部の設立に必要な5人に満たなくとも承認すると約束する。しかし、生徒全員が体育館に入っても埋まらないため、3人は駅前で、宣伝活動をすることに。宣伝活動中に黒澤ルビィ達と出会い、グループ名を決めていなかったことが発覚。なかなか決まらない中、偶然、砂浜で見つけた「Aqours」（アクア）の名前を採用した。 本番当日、体育館内に集まった人は全く足りなかったが、千歌達はステージで歌い始める。さらに不運なことに落雷で体育館が停電し、照明も音楽も使えなくなってしまう。それでも千歌はライブを続けようとするが、泣き崩れそうになってしまう。しかし、千歌達はライブの開始時間を間違えてしまっており、本来のライブ開始時刻になると大勢の人が学校に殺到し、電源もダイヤが発電機を作動させたことで復旧。ライブは満員のファンの中、大成功を収める。 |                        |                    |                                |                                                                                                  |                                                  |                                                |       |       |       |       |       |       |       |       |       |       |       |       |       |       |       |       |       |       |
| #4 | ふたりのキモチ         | 古田丈司           | 古田丈司                       | 古川英樹                                                                                         | -                                                | 河毛雅妃、佐野恵一、平山円、藤井智之           |       |       |       |       |       |       |       |       |       |       |       |       |       |       |       |       |       |       |
| 先日の体育館ライブを成功させたスクールアイドル部は鞠莉によって無事承認され、千歌、曜、梨子の3人は与えられた部室（物置）の掃除と練習を始めた。 国木田花丸は、ルビィがスクールアイドル部に入部できるよう一緒に入部してみようと提案。しかし、「入部」だとダイヤにとやかく言われてしまうため、「体験入部」という形をとることにした。練習を屋上で行ったり、階段ダッシュを行ったりと、5人はμ'sを参考にした練習をしていく。階段ダッシュ中、スタミナ切れで駆け上がれない花丸を待っていたルビィに対し、花丸は、もっと自分の気持ちに正直になってほしいと伝え、それを受けたルビィは再び駆け上がる。引き返す花丸は呼び出しておいたダイヤに対しルビィの気持ちをきちんと聞いてほしいと伝え、ルビィから想いを聞いたダイヤはルビィのスクールアイドル部への入部を承諾。花丸もルビィ達の想いを改めて聞き、スクールアイドル部へ入部した。 |                        |                    |                                |                                                                                                  |                                                  |                                                |       |       |       |       |       |       |       |       |       |       |       |       |       |       |       |       |       |       |
| #5 | ヨハネ堕天             | 南川達馬           | 南川達馬                       | 石川智美、江上夏樹                                                                               | -                                                | 佐野恵一、山円、藤井智之                       |       |       |       |       |       |       |       |       |       |       |       |       |       |       |       |       |       |       |
| 入学初日に高校デビューに失敗した津島善子は学校に行かず、自宅で「堕天使ヨハネ」に扮した生放送をしていたが、内心は高校生になってもキャラ設定を卒業できない自分を悔やんでいた。意を決して登校した善子を花丸が見つけ、クラスメイトが心配していると伝える。善子は花丸監視のもと何とかクラスに溶け込もうとするが、つい癖で初日のように「ヨハネ」を露呈させてしまい、スクールアイドル部の部室へ逃げ込んでしまった。そんな善子を千歌が勧誘し、「堕天使アイドル」として活動してみることに。一定の手応えはあったものの、一過性のものでしかなかったことに気付き、意気消沈する千歌たち。思い直した善子はスクールアイドルを辞め、「堕天使」から決別するべく関係する道具を片付けた。 善子が道具を片付け終わるころ、千歌達5人が改めて善子を勧誘しに来ていた。改めて勧誘された善子は千歌達の想いを聞きAqoursとして共に活動することにした。 |                        |                    |                                |                                                                                                  |                                                  |                                                |       |       |       |       |       |       |       |       |       |       |       |       |       |       |       |       |       |       |
| #6 | PVを作ろう             | 酒井和男           | 大久保朋、浅野勝也             | 塩川貴史                                                                                         | 後藤望、永富浩司、渡邊敬介                       | 齊田博之、佐野恵一、平山円、藤井智之、村山公輔 |       |       |       |       |       |       |       |       |       |       |       |       |       |       |       |       |       |       |
| 入学希望者の減少により、浦の星女学院は統廃合の危機に直面していた。そこでAqoursの5人は内浦の町をよく知ってもらうためにPVを作ることに。拙いながらもなんとか完成させるが、鞠莉にしっかりと町の魅力を理解しているのかと叱責されてしまう。 PVが完成しないまま迎えた海開きの日、町の人々は総出で砂浜の清掃をしていた。その様子を見た千歌は町の人々に学校を存続させるために私たちに協力してほしいと伝える。そして、学校の生徒と町の人々の協力を得たAqoursは新曲『夢で夜空を照らしたい』を使用したPVを完成させた。 |                        |                    |                                |                                                                                                  |                                                  |                                                |       |       |       |       |       |       |       |       |       |       |       |       |       |       |       |       |       |       |
| #7 | TOKYO                  | 遠藤広隆           | 遠藤広隆                       | 尾崎正幸、鈴木勇、西澤千恵                                                                       | -                                                | 佐野恵一、平山円、藤井智之、村山公輔           |       |       |       |       |       |       |       |       |       |       |       |       |       |       |       |       |       |       |
| PVの効果もありAqoursの順位は順調に上がっていた。そんなAqoursのもとへ東京で開催されるイベントへの招待状が届き、鞠莉の許可を得て参加することに。東京には馴染みがない5人と久しぶりに東京を訪れる梨子の6人は東京を思う存分楽しみ、ライブの成功を祈るためにμ'sが特訓で使用していた神社へ向かった。すると、神社ではAqoursと同じイベントに参加するSaint Snowがおり、2人の独特な雰囲気に様々な感想を抱く6人であった。 夜、宿泊していた旅館が国立音ノ木坂学院に近かったので千歌はみんなで行ってみようと提案するが、梨子に渋られてしまう。深夜、千歌は梨子から国立音ノ木坂学院へ抱いている想いを聞いた。翌朝、ランニングをしていたAqoursは「Love Live!」開催の情報を見て士気を高めていた。 イベント当日、Aqoursの出番は2番目。本番を前に緊張するメンバーの前に出番1番目としてSaint Snowが現れる。困惑するAqoursにSaint Snowは、「Saint Snowのステージを見てて」とメッセージを投げかけた。 |                        |                    |                                |                                                                                                  |                                                  |                                                |       |       |       |       |       |       |       |       |       |       |       |       |       |       |       |       |       |       |
| #8 | くやしくないの？       | 浅野勝也、酒井和男 | 浅野勝也                       | 森本由布希                                                                                       | 永富浩司                                         | 平山円、藤井智之、村山公輔、室田雄平           |       |       |       |       |       |       |       |       |       |       |       |       |       |       |       |       |       |       |
| Love Live!本戦に出場するグループ達との実力差にショックを受けるメンバー達。そしてSaint Snowには「Love Live!は遊びじゃない」「Love Live!はあきらめた方がいい」ときつい言葉を浴びせられる。出場30グループ中30位、獲得票数0と圧倒的最下位だったのを仕方がないと千歌は割り切ろうとするが、本心では悔しいと思っており、他のメンバーもまた、悔しい思いをしていた。 ダイヤは東京のイベントから帰ってきた6人に対し、2年前自らが鞠莉と松浦果南の3人でAqoursと同じように統廃合の危機を救うためにスクールアイドルを結成していたこと、Aqoursが参加したイベントにも参加したが、まわりとの実力差と会場に圧倒され歌うことすらできなかったことを打ち明ける。一方、鞠莉はもう一度ダイヤと果南と一緒にスクールアイドルをやりたいと果南を誘うも拒否されてしまった。それでも鞠莉はあきらめないと誓う。 リーダーだからという思いに押しつぶされ自分に正直になり切れていなかった千歌は1人海に入る。それを心配して追いかけてきた梨子に対し、千歌は初めて自分の言葉で「なのにゼロだったんだよ？ 悔しいじゃん!!差がすごいあるとか、昔とは違うとか、そんなのどうでもいい!!!! 悔しい…!! やっぱり私…、悔しいんだよ…。」と悔しい気持ちを表現して涙を流した。そんな千歌に梨子は「自分の想いを素直に出せばいい。みんな千歌ちゃんのためにやってるんじゃない。自分で決めてやりたいと思ったからやってるんだ。みんなで一緒に歩もう」とメッセージを伝え、そこに他のメンバー達も駆けつけてくる。 千歌はあきらめずできるところまで続けると決意し、Aqoursは心機一転、練習を開始する。 |                        |                    |                                |                                                                                                  |                                                  |                                                |       |       |       |       |       |       |       |       |       |       |       |       |       |       |       |       |       |       |
| #9 | 未熟DREAMER            | 酒井和男           | 外山草、浅野勝也               | 尾尻進矢、宮崎輝                                                                                 | 後藤望、重国勇二、渡邊敬介                       | 平山円、藤井智之、村山公輔、室田雄平           |       |       |       |       |       |       |       |       |       |       |       |       |       |       |       |       |       |       |
| 実家のダイビングショップの都合で休学していた果南は復学届を提出し再び学校に通うことに。登校すると早速、鞠莉にスクールアイドルをやろうとせがまれ、2人はダイヤを巻き込んで衝突する。騒動は瞬く間に全校中に広まり、騒ぎに苛立った千歌は3年生の3人を部室に呼び出し、2年前何があったのか聞き出すことに。果南は途中で席を立ってしまうが、ダイヤはやがて重い口を開いた。 2年前、果南と鞠莉とダイヤの3人もまたAqoursとしてスクールアイドルをしていた。当時鞠莉には海外留学の話が多く来ていたが、鞠莉は「スクールアイドルをやっているから」とすべて断っていた。その様子を見ていた果南は自分たちがスクールアイドルをやっていることが鞠莉の将来の可能性を減らしているのではないかと考えていた。そして、東京で行われたイベントの時、果南はけがをしていた鞠莉を思いわざと歌わず、演舞を中断、これを理由にスクールアイドルを辞めることにした。 ダイヤは2年前の真実と共に、「果南は鞠莉の事を真剣に考えている」ということを鞠莉に伝えた。鞠莉は果南を呼び出し、「私も果南のことを真剣に考えてる」と素直な気持ちを伝え、果南もまた、鞠莉に対し素直な気持ちを伝え、スクールアイドルに復帰することになり、ダイヤも一緒にスクールアイドルに復帰することに。9人になったAqoursは花火大会で『未熟DREAMER』を披露し、9人での活動が始まる。 話が変わるが第3話で千歌、梨子、曜が砂浜で見つけたAqoursはダイヤが偶々書いたものだった。 |                        |                    |                                |                                                                                                  |                                                  |                                                |       |       |       |       |       |       |       |       |       |       |       |       |       |       |       |       |       |       |
| #10 | シャイ煮はじめました   | 古田丈司           | 南川達馬                       | 井元一彰、水野辰哉                                                                               | -                                                | 平山円、藤井智之、村山公輔、室田雄平           |       |       |       |       |       |       |       |       |       |       |       |       |       |       |       |       |       |       |
| AqoursはLove Live!に向けて夏休みを利用して合宿をすることに。しかし、千歌と曜と果南が海の家の手伝いを頼まれていたこともあり、千歌の家に泊まり込みでやることになった。 そんな中、梨子のもとにピアノコンクールのお知らせが届いた。しかし、コンクールの日はLove Live!の予備予選の日と重なっていた。そのことを知った千歌は梨子と話し、梨子は学校のためにもLove Live!に出場するという。翌日、梨子のピアノ楽譜を見た千歌は梨子を夜の学校に連れ出し、ピアノを弾いてもらった。梨子の演奏を聞いた千歌は「梨子ちゃんにも自分の大切なことを大事にしてほしい」と想いを伝え、梨子はピアノコンクールへ出演することにした。 |                        |                    |                                |                                                                                                  |                                                  |                                                |       |       |       |       |       |       |       |       |       |       |       |       |       |       |       |       |       |       |
| #11 | 友情ヨーソロー         | 渡邊哲哉、酒井和男 | 安藤尚也                       | 江上夏樹、川島尚、佐藤誠之、吉田雄一                                                             | 田村里美                                         | 齊田博之、平山円、藤井智之、村山公輔、室田雄平 |       |       |       |       |       |       |       |       |       |       |       |       |       |       |       |       |       |       |
| 梨子が東京に行ったことで空いたポジションには曜が入ることになった。しかし、なかなかステップなどの歩幅が合わず苦戦してしまう。そこで、千歌は梨子との感覚で踊り、曜が歩調を合わせると何とかダンスは合うようになった。しかし、鞠莉は曜がわだかまりを抱えていることを見抜き、曜は鞠莉に胸の内を明かす。 曜と千歌は幼いころから互いに一緒に同じことをしたいと考えていた。しかし中学になっても一緒にやれることが見つからなかったこともあり、スクールアイドルは2人でやりたいと考えていた曜だったが、千歌の周りにはいつしか多くの仲間がいたので自分の正直な気持ちを隠してしまっていた。鞠莉と話した夜、梨子から電話を受けた曜は千歌も自分と同じように「一緒にやりたいことがやっと出来たから、曜とスクールアイドルをやり遂げたい」と考えていたのだと知り、夜中にもかかわらず曜の家に「2人で一緒にダンスを作り直そう」とやってきた千歌に思わず抱きついてしまった。 そして、梨子はコンクール会場で、曜と千歌達はライブ会場でそれぞれ結果を残した。 |                        |                    |                                |                                                                                                  |                                                  |                                                |       |       |       |       |       |       |       |       |       |       |       |       |       |       |       |       |       |       |
| #12 | はばたきのとき         | 遠藤広隆           | 遠藤広隆                       | 市原圭子、神谷美也子、酒井香澄、塩川貴史、西澤千恵、水野辰哉                                     | -                                                | 齊田博之、平山円、藤井智之、村山公輔、室田雄平 |       |       |       |       |       |       |       |       |       |       |       |       |       |       |       |       |       |       |
| Love Live!地区予選へ出場を決めたことで学校の知名度も上がり、入学説明会への参加希望者も増えたかと思ったが依然希望者は0人だった。そこで、同時期にはすでに廃校の危機を救っていたμ'sを参考にするために東京へ行ってみることに。東京では同じく地区予選への出場を決めていたSaint Snowにも話を聞き、国立音ノ木坂学院へも見学に向かったが、音ノ木坂学院では国立音ノ木坂の生徒にμ'sは何も残していかなかったということを知る。 千歌は、μ'sのすごい所は「何もないところを全力でまっすぐ自由に駆け抜けたこと」だと考え、輝くためにはμ'sを追いかけてLove Live!に勝つことではなく自由に走ること、「0」を「1」にすることが大事なんだとメンバーに伝える。メンバーも千歌の考えに賛同し、Aqoursは団結力を高めた。 そして千歌は、尊敬する高坂穂乃果へ向けて「私は私の景色を見つけ、自分だけの景色に向かってみんなで走り、そして輝く」と決意を新たにする。 |                        |                    |                                |                                                                                                  |                                                  |                                                |       |       |       |       |       |       |       |       |       |       |       |       |       |       |       |       |       |       |
| #13 | サンシャイン!!         | 酒井和男           | 酒井和男                       | 井元一彰、尾崎正幸、尾尻進矢、鈴木勇、水野辰哉、宮崎輝                                           | 後藤望、重国勇二、永富浩司、渡邊敬介             | 齊田博之、平山円、藤井智之、村山公輔、室田雄平 |       |       |       |       |       |       |       |       |       |       |       |       |       |       |       |       |       |       |
| 名古屋で行われるLove Live!地区予選に向け練習するAqoursのメンバー。毎日練習しているメンバーに感化され、学院の生徒は私たちも一緒に出られないかと話を持ち掛ける。2つ返事で許可した千歌だったが、実際は事前に登録したメンバー以外は歌うこともステージに近づくことも出来ないことが発覚。会場まで駆け付けた大勢の生徒は地域の人は会場から声援を送ることになった。 ステージではAqoursのメンバーが浦の星女学院について知ってもらおうとAqoursが結成されてからをミュージカル風に披露。そして、『MIRAI TICKET』を披露した。 物語は、何もないはずなのに心に灯り、そして9人でしかできないことがあると信じさせてくれる「光」からAqoursは生まれ、光の「輝き」で進んでいくのだと伝えると同時に、「君の心は輝いてるかい」と問いかけ、一度幕を下ろした。 |                        |                    |                                |                                                                                                  |                                                  |                                                |       |       |       |       |       |       |       |       |       |       |       |       |       |       |       |       |       |       |
| 第2期 |                        |                    |                                |                                                                                                  |                                                  |                                                |       |       |       |       |       |       |       |       |       |       |       |       |       |       |       |       |       |       |
| #1 | ネクストステップ       | 酒井和男           | 酒井和男                       | 尾尻進矢、鈴木勇、水野辰哉                                                                       | -                                                | 佐野恵一、平山円、藤井智之、室田雄平           |       |       |       |       |       |       |       |       |       |       |       |       |       |       |       |       |       |       |
| 地区予選で惜しくも敗れ、全国大会に進むことはできなかったAqours。それでも入学希望者は地区予選前の0人から10人となり、夏休みが終わり2学期を迎えた浦の星では、月末に行われる学校説明会と、開催が発表された次のラブライブ!への出場に向け、Aqoursが再び動き出そうとしていた。 その矢先、突如として鞠莉の元に統廃合の話が動き出し、学校説明会が中止になったという知らせが届く。失意の中、千歌は地区予選を突破できていればと一人後悔に苛まれる。翌朝、はっと目覚めた千歌は涙を流しながら学校へ走る。たどり着いた夜明け前の学校のグラウンドには、同じ思いを抱いたメンバーの姿が。迷いを振り切った千歌は、メンバーとともに「起こそう、奇跡を！」と宣言する。 |                        |                    |                                |                                                                                                  |                                                  |                                                |       |       |       |       |       |       |       |       |       |       |       |       |       |       |       |       |       |       |
| #2 | 雨の音                 | 遠藤広隆           | 遠藤広隆                       | 古川英樹                                                                                         | -                                                | 佐野恵一、平山円、藤井智之、室田雄平           |       |       |       |       |       |       |       |       |       |       |       |       |       |       |       |       |       |       |
| 鞠莉の説得により、「年末 までに入学希望者を100人集めること」を条件に浦の星を存続することが決まり、ひとまず学校説明会の中止は取り消されることになった。それぞれで新曲を披露することになったAqoursだが、作詞担当の千歌は新曲作りが難航していた。そこで、ダイヤの提案で二手に分かれ、2年生が学校説明会用の曲、1年生と3年生がラブライブ!予備予選用の曲を作ることに。 ダイヤの家で意見を出し合う6人だったが、インドア派の善子・花丸、アウトドア派の果南・鞠莉で意見が真っ二つに対立。新曲作りは暗礁に乗り上げてしまった。ダイヤの提案で温泉で裸の付き合いをすることになった帰り、突然の大雨に見舞われ6人は花丸の知り合いのお寺に避難する。そこで雨漏りの音を聞いた6人は、バラバラでもひとりひとり違うことの大切さに気付くとともに、新曲のアイデアを思いつく。翌朝、新曲構想がまとまり朝日を見上げる千歌のもとに、出来上がった新曲のノートとともに仲を深めた6人が帰って来た。 |                        |                    |                                |                                                                                                  |                                                  |                                                |       |       |       |       |       |       |       |       |       |       |       |       |       |       |       |       |       |       |
| #3 | 虹                     | 酒井和男           | 外山草                         | 江上夏樹、塩川貴史、鈴木理彩、水野辰哉                                                           | 後藤望、永富浩司                                 | 佐野恵一、平山円、藤井智之、室田雄平           |       |       |       |       |       |       |       |       |       |       |       |       |       |       |       |       |       |       |
| 2つの新曲が完成し、新たなスタートを切ろうとした矢先、再び鞠莉のもとへ悪い知らせが入る。それは、昨夜の大雨の影響で道路が崩壊した影響で、学校説明会の1週間延期が決まり、説明会が予備予選と同じ日になったというものだった。なんとか両立させようと策を練る千歌は、予備予選の歌う順番が1番なら、なんとかバスで間に合うということを知る。しかし、予備予選の抽選会で善子が引いたのは24番目。学校説明会と予備予選の両立は絶望的になってしまう。 困り果てた千歌を見た梨子は、Aqoursを二手に分けることを提案。他に手段もないことから、2年生と黒澤姉妹が予備予選、残り4人が学校説明会で歌うことが決まった。一方で千歌は、学校からの帰り道で農業用のモノレールを見て、あることを思いついていた。 迎えた日曜日、予備予選に5人で挑む千歌。5人だけという不安に押しつぶされそうになっていた彼女たちのもとに、学校説明会に行ったはずの4人の姿が。9人そろったAqoursは新曲『MY舞☆TONIGHT』を披露。曲が終わるとともに、9人は急いで学校へ向かう。千歌の発案で農業用のモノレールに乗って山を越えた彼女たちの頭上には虹がかかり、学校説明会では『君のこころは輝いてるかい?』を披露。Aqoursは、予備予選と学校説明会の両立という、不可能にも思えた奇跡を成し遂げた。 |                        |                    |                                |                                                                                                  |                                                  |                                                |       |       |       |       |       |       |       |       |       |       |       |       |       |       |       |       |       |       |
| #4 | ダイヤさんと呼ばないで | 川南なぎさ         | 南川達馬                       | しんぼたくろう                                                                                   | -                                                | 佐野恵一、平山円、藤井智之、室田雄平           |       |       |       |       |       |       |       |       |       |       |       |       |       |       |       |       |       |       |
| 予備予選を突破したAqours。困難を乗り越え安堵するメンバーだったが、スクールアイドル部の予算が尽きてしまったことを知る。約束を守るために小原家の援助が望めない中、予算を工面しようとバイト探しを始める。そんな中、仲を深めたメンバーを見たダイヤは一人、ある悩みを抱えていた。 予算の足しにするために参加したフリーマーケットの帰り道、ダイヤは鞠莉と果南にその悩みを告げる。それは、自分だけ距離を置かれているという不安があるので「ダイヤちゃん」と呼んでほしいというものだった。ダイヤの堅物なイメージとは正反対の悩みに二人は爆笑するが、真剣に悩んでいたダイヤのために協力してあげることに。 予算を稼ぐため、伊豆・三津シーパラダイスでバイトをすることになったAqours。そんな中、ダイヤは仲良くなろうとメンバーに声をかけるが、普段と違うダイヤの言動にメンバーを怖がらせてしまう。なかなかうまくいかないダイヤを見かねて、鞠莉と果南はダイヤの悩みをメンバーに伝える。遊びに来ていた園児たちを一瞬でなだめたダイヤの意外な一面を知った千歌たちは、「ダイヤちゃん」と呼んであげた。 |                        |                    |                                |                                                                                                  |                                                  |                                                |       |       |       |       |       |       |       |       |       |       |       |       |       |       |       |       |       |       |
| #5 | 犬を拾う。             | 誌村宏明           | 志賀翔子、錦田慎也、遠藤広隆   | 斉藤香                                                                                           | -                                                | 佐野恵一、平山円、藤井智之、室田雄平           |       |       |       |       |       |       |       |       |       |       |       |       |       |       |       |       |       |       |
| 入学希望者が50人を越えた頃、善子は練習の帰り道で迷子の犬を拾う。自宅で犬を飼うことができない善子は梨子を呼び出し、飼い主が見つかるまで犬を預かってもらうことになった。犬が大の苦手な梨子ではあったが、徐々に情が移りノクターンと命名するまでに可愛がるようになっていた。ライラプスと名付けていた善子とどっちが預かるかでもめていた矢先に飼い主が見つかり、二人は喪失感で落ち込んでしまう。 納得がいかない善子は、自分こそが真の飼い主であると、飼い主の家に行くことに。そこで飼い主になつく犬を見て自分は飼い主でないと悟る善子ではあったが、善子の呼びかけにわずかに応えた犬を見た梨子は、見えない繋がりの力を感じていた。 |                        |                    |                                |                                                                                                  |                                                  |                                                |       |       |       |       |       |       |       |       |       |       |       |       |       |       |       |       |       |       |
| #6 | Aqours WAVE            | 渡邉哲哉           | 錦田慎也、志賀翔子、八木郁乃   | 中本尚、吉川真一、渡邊敬介                                                                       | 後藤望、永富浩司、水野辰哉                       | 佐野恵一、平山円、藤井智之、室田雄平           |       |       |       |       |       |       |       |       |       |       |       |       |       |       |       |       |       |       |
| 約束の期限である地区予選の日が迫る中、予選突破の切り札として、かつて果南たちがやろうとしていたフォーメーションを新曲『MIRACLE WAVE』に取り入れることに。それは、メンバー8人がドルフィンを行いつつ、センターがバク転からのロンダートを行うという、かつてないほど難易度の高いフォーメーションだった。過去にセンターを務めていた果南は、それが原因で鞠莉にけがをさせてしまった負い目から猛反対する。しかし、なんとしても予選を突破したい千歌の熱意に負け、大会2週間前までにフォーメーションをマスターすることを条件に承諾した。 大会に向け厳しい練習を繰り返す千歌だったが、その難易度の高さから一度も成功しないまま時間だけが過ぎていく。見かねた果南は、「翌日の朝までに成功しなければフォーメーションを封印する」と千歌に告げる。徹夜の猛練習でうまくいかない千歌は自分を責めるが、特訓を見届けた梨子と曜に励まされ自信を取り戻す。 そして朝日が昇る中、ドルフィンの練習で傷だらけの果南たちの前で、千歌はついにフォーメーションを成功させる。 |                        |                    |                                |                                                                                                  |                                                  |                                                |       |       |       |       |       |       |       |       |       |       |       |       |       |       |       |       |       |       |
| #7 | 残された時間           | 遠藤広隆           | 遠藤広隆                       | 神谷美也子、鈴木勇、古川英樹                                                                     | -                                                | 佐野恵一、平山円、藤井智之、室田雄平           |       |       |       |       |       |       |       |       |       |       |       |       |       |       |       |       |       |       |
| 迎えた地区予選、フォーメーションの甲斐もあって地区トップでの全国大会進出を果たしたAqours。その喜びもつかの間、増えると信じていたはずの入学希望者は、予選終了直後では全く増えていなかった。学校に戻った9人は、締め切り時間の翌日の朝5時までに入学希望者が100人に到達するのを信じて待ち続ける。そして迎えた朝5時。パソコンの画面に映し出されたのは、「98人で募集終了」という非情な現実だった。 浦の星女学院の廃校が正式に決まったことを伝える鞠莉。全国大会へ向けて練習を再開しようとするAqoursだったが、学校を救うという大願を失った彼女たちは練習もままならず、千歌は「今はラブライブなんてどうでもよくなってる…。私たちの輝きなんてどうでもいい、学校を救いたい！」と口にする。それを聞いた生徒たちから「じゃあ救ってよ！」と声が響く。 校庭に集まった全校生徒たちは、「ラブライブで優勝してラブライブの歴史に浦の星女学院スクールアイドルAqoursの名前を永遠に残してきてほしい」という願いをAqoursに託す。『廃校を阻止すること』だけにこだわっていたのが間違いだったと気付いた千歌は、新たな誓いを胸に、ぶっちぎりで優勝することを宣言する。 |                        |                    |                                |                                                                                                  |                                                  |                                                |       |       |       |       |       |       |       |       |       |       |       |       |       |       |       |       |       |       |
| #8 | HAKODATE               | 渡邉哲哉           | 粟井重紀                       | 尾尻進矢、しんぼたくろう                                                                         | -                                                | 佐野恵一、平山円、藤井智之、室田雄平           |       |       |       |       |       |       |       |       |       |       |       |       |       |       |       |       |       |       |
| 冬休みに入ったAqoursは、東海地区優勝グループとして函館市で行われる北海道地区予選に招待された。そこで、かつて東京で出会ったSaint Snowと再会する。全国大会出場が有力視されていたSaint Snowだったが、パフォーマンスを始めようとした矢先に理亞が転倒。曲を披露することさえできず、最後のラブライブの挑戦は終わってしまう。 翌日、もやもやした感情を抱えながらも函館観光を楽しんでいた千歌たちは、偶然鹿角姉妹の実家である甘味屋を訪れる。そこでルビィは、後悔の涙を流す理亞の姿を目撃する。姉と一緒に最後のライブができなかったことを悔やむ彼女を見て、ルビィは姉とライブができるのは次が最後であることを悟る。しかしダイヤの「これまでルビィと一緒にやってきたので充分、満足だ」という一言を聞いたルビィは、ある決意を胸に再び理亞のもとへ。大会での失敗を「最後にしなければいいんじゃないかな」と論すルビィは、クリスマスライブへの出演を持ちかける。 |                        |                    |                                |                                                                                                  |                                                  |                                                |       |       |       |       |       |       |       |       |       |       |       |       |       |       |       |       |       |       |
| #9 | Awaken the power       | 酒井和男           | 久城りおん、外山草、三宅和男   | 市原圭子、江上夏樹、尾尻進矢、塩川貴史、重原克也、水野辰哉、宮崎輝、山内尚樹                     | 市原圭子、後藤望、鈴木勘太、永富浩司             | 佐野恵一、平山円、藤井智之、室田雄平           |       |       |       |       |       |       |       |       |       |       |       |       |       |       |       |       |       |       |
| クリスマスライブへの出演に向けて、準備を始めるルビィと理亞。そのことを知った善子と花丸も、二人を手伝うべく函館に残ることになった。曲と衣装作りが順調に進む中、旧函館区公会堂で行われる選抜審査に臨む二人。いままで緊張から思うように話せなかったルビィは、姉のために勇気を振り絞り審査に合格。成長したルビィの姿を見て、善子と花丸は喜びの涙を流す。 クリスマスライブの日。再び函館にやってきたダイヤは、函館山で聖良とともに、ルビィと理亞からクリスマスライブへの招待状を受け取る。ひそかに準備をしていた他のメンバーも合流し、二つのスクールアイドルの垣根を越えたユニット「Saint Aqours Snow」として新曲『Awaken the power』を披露。姉と歌う最後のライブを成功させた理亞は、新たなグループを結成し次のラブライブを目指すことを決意した。 |                        |                    |                                |                                                                                                  |                                                  |                                                |       |       |       |       |       |       |       |       |       |       |       |       |       |       |       |       |       |       |
| #10 | シャイニーを探して     | 誌村宏明           | 居村健治、志賀翔子             | 井元一彰、酒井香澄、志賀道憲、山内尚樹、山中正博                                                 | -                                                | 佐野恵一、平山円、藤井智之、室田雄平           |       |       |       |       |       |       |       |       |       |       |       |       |       |       |       |       |       |       |
| 新年を迎えた千歌たち。そんな中、鞠莉は思い出の詰まった星空早見表を見つめながら、かつての自分たちを思い出していた。正月明け最初の練習の日、内浦にSaint Snowの二人が訪れる。二人の厳しい指導での特訓が続く中、鞠莉は統廃合先の学校で理事をやってほしいという連絡を受ける。そのことを聞いた千歌は、新しい学校でも鞠莉と一緒に学校生活が遅れると期待するが、鞠莉の口から出たのは、「理事の依頼を断り、父の薦めるイタリアの大学に留学する」という一言だった。 その日の夜、鞠莉のもとを訪れたダイヤと果南も、鞠莉と同じように卒業したら内浦を去ることを告白。ダイヤは推薦で東京の大学に進学が決まり、果南はダイビングの勉強のため海外に行く事を決めていた。3人は一緒にいられる時間があとわずかだと悟るが、果南とダイヤの提案で、幼い日に見つけらずにいた探しものを見つけようと、夜のドライブにメンバーを誘うことに。雨が降りしきる中、鞠莉の運転するワゴンは山道を走る。やがて見晴らしのいい峠についた9人は、晴れてほしいと雨空に星空早見表をかざすと、想いが通じたのか雨雲が去り、9人の上に満天の星空が広がった。 |                        |                    |                                |                                                                                                  |                                                  |                                                |       |       |       |       |       |       |       |       |       |       |       |       |       |       |       |       |       |       |
| #11 | 浦の星女学院           | 渡邊哲哉           | 三宅和男                       | 神谷美也子、中本尚、吉川真一、渡邊敬介                                                           | -                                                | 佐野恵一、平山円、藤井智之、室田雄平           |       |       |       |       |       |       |       |       |       |       |       |       |       |       |       |       |       |       |
| 全校生徒の提案で、閉校祭を開催することになった浦の星。最後の思い出作りに向け、千歌たちは忙しく準備を進めていた。閉校祭前日の夜、準備を終えた千歌は、曜の姿が見えないことに気が付く。校門前に向かうと、かつて自分がやっていた勧誘をする曜の姿が。そこで千歌は、曜が自分にあこがれていたことを知り、二人は笑顔で語り合った。 迎えた閉校祭当日。出し物を回る千歌は、内浦に住む人たちの温かい思いを感じていた。楽しい時間はあっという間に過ぎ、最後のキャンプファイヤーの時間に。そこで鞠莉は、学校を救えなかったことを生徒に謝罪する。それに対し生徒たちは、学校を救うために尽力した彼女たちをたたえる「Aqours」コールを返し、鞠莉はその温かい思いへ感謝の言葉で答えた。そして、消えゆく炎を見送りながら、集まった全員で『勇気はどこに?君の胸に!』を合唱する。 |                        |                    |                                |                                                                                                  |                                                  |                                                |       |       |       |       |       |       |       |       |       |       |       |       |       |       |       |       |       |       |
| #12 | 光の海                 | 遠藤広隆           | 遠藤広隆、久城りおん、安藤尚也 | しんぼたくろう、鈴木勇、古川英樹                                                                 | 市原圭子、神谷美也子、後藤望、鈴木勘太、水野辰哉 | 佐野恵一、平山円、藤井智之、室田雄平           |       |       |       |       |       |       |       |       |       |       |       |       |       |       |       |       |       |       |
| 全国大会前日。浦の星の全校生徒から託された思いを胸に、Aqoursは決戦の地へ赴く。神田明神でSaint Snowと再会した千歌は、かつて聖良に聞いた「勝ちたいですか」という問いを投げかけられる。その問いの答えを出すため、千歌はメンバーひとりひとりに同じ問いを投げかけ、それぞれのメンバーが抱く勝利への思いを知る。そして翌日、秋葉原UDXの前で梨子と曜の答えを聞いた千歌は、「勝ちたいですか」の問いに、自ら「勝ちたい、勝って、輝きを見つける」という答えにたどり着いた。決意を固めた千歌の手から、かつてイベントで自分たちに突きつけられた「0」の紙が風に流されていく。それを見送る千歌の瞳に、もう迷いはなかった。 そしてAqoursは、アキバドームで新曲『WATER BLUE NEW WORLD』を披露し、会場全てが青一色に染まる、頂きの景色にたどり着く。 |                        |                    |                                |                                                                                                  |                                                  |                                                |       |       |       |       |       |       |       |       |       |       |       |       |       |       |       |       |       |       |
| #13 | 私たちの輝き           | 酒井和男           | 居村健治、酒井和男             | 井元一彰、尾尻進矢、江上夏樹、塩川貴史、水野辰哉、宮崎輝、山内尚樹、山中正博、吉川真一、渡邊敬介 | 市原圭子、後藤望、永富浩司、水野辰哉             | 酒井香澄、佐野恵一、平山円、藤井智之、室田雄平 |       |       |       |       |       |       |       |       |       |       |       |       |       |       |       |       |       |       |
| ラブライブ優勝という奇跡を成し遂げたAqours。そして迎えた、浦の星の最後の日。卒業式を終えたメンバーは、思い出の学校に別れを告げるべく、それぞれの部屋の扉を閉めていく。そして夕日に染まる校舎の前で、千歌たちは大粒の涙を流しながら校門を閉じ、浦の星の長い歴史に終止符が打たれた。 それからしばらくたったある日、千歌の元に新しい学校の制服が届く。しかし千歌は、『輝き』はなんなのかまだ答えを出せずにいた。すると「答えはあったはず」という母の言葉を耳にして飛ばした紙飛行機が風に乗り、学校の方へ飛んでいく。それを追いかけて学校にたどり着いた千歌は、紙飛行機を拾いに屋上に向かう。その道中、千歌の脳裏には、浦の星の思い出が次々と浮かび上がり、屋上でこらえられない涙を流す。しばらく経ち、ふと校庭を見下ろした千歌は、体育館に向かう梨子の姿に気付く。それを追いかけて体育館にたどり着いた千歌が見たものは、全校生徒とメンバーの姿だった。最後の思い出としてメンバーと『WONDERFUL STORIES』を歌った千歌は、「自分たちの過ごした時間のすべてが輝きである」という答えにたどり着いた。 |                        |                    |                                |                                                                                                  |                                                  |                                                |       |       |       |       |       |       |       |       |       |       |       |       |       |       |       |       |       |       |

## 放送局

### 第1期
| 放送日        | 放送時間                     | 放送局     | 対象地域 | 備考                  |
| ------------- | ---------------------------- | ---------- | -------- | --------------------- |
| 2016年6月26日 | 日曜 23:00 - 23:30           | TOKYO MX   | 東京都   |                       |
|               |                              | KBS京都    | 京都府   |                       |
| 2016年6月27日 | 月曜 1:00 - 1:30（日曜深夜） | サンテレビ | 兵庫県   |                       |
| 2016年6月29日 | 水曜 0:30 - 1:00（火曜深夜） | BS11       | 日本全域 | BS放送 / 『ANIME+』枠 |

| 配信日        | 配信時間           | 配信サイト                                  |
| ------------- | ------------------ | ------------------------------------------- |
| 2016年6月26日 | 日曜 23:00 - 23:30 | バンダイチャンネル LINE LIVE ニコニコ生放送 |

| 放送期間               | 放送時間                     | 放送局       | 対象地域 | 備考                  |
| ---------------------- | ---------------------------- | ------------ | -------- | --------------------- |
| 2016年7月2日 - 9月24日 | 土曜 22:30 - 23:00           | TOKYO MX     | 東京都   |                       |
|                        |                              | KBS京都      | 京都府   |                       |
|                        |                              | サンテレビ   | 兵庫県   |                       |
|                        | 土曜 23:00 - 23:30           | BS11         | 日本全域 | BS放送 / 『ANIME+』枠 |
| 2016年7月3日 - 9月25日 | 日曜 1:50 - 2:20（土曜深夜） | テレビ愛知   | 愛知県   |                       |
| 2016年7月5日 - 9月27日 | 火曜 1:58 - 2:28（月曜深夜） | 静岡放送     | 静岡県   | 舞台地の県            |
| 2016年7月6日 - 9月28日 | 水曜 2:05 - 2:35（火曜深夜） | テレビ北海道 | 北海道   |                       |
|                        |                              | TVQ九州放送  | 福岡県   |                       |

| 配信開始日                     | 配信時間           | 配信サイト |
| ------------------------------ | ------------------ | --- |
| 2016年7月2日                   | 土曜 22:30 - 23:00 | バンダイチャンネル（ライブ配信） LINE LIVE ニコニコ生放送 AbemaTV 新作TVアニメチャンネル [ 19 ] アニメイトチャンネル（生配信） [ 20 ] |
|                                | 土曜 23:00 配信    | バンダイチャンネル（見放題配信） |
|                                | 土曜 配信          | Hulu |
| 2016年7月3日                   | 日曜 0:00 配信     | アニメイトチャンネル（アーカイブ配信）                                                                                                |
|                                | 日曜 12:00 配信    | dアニメストア DMM.com |
| 海外での配信も予定されている。 |                    | |

### 第2期
| 放送日        | 放送時間                     | 放送局     | 対象地域 | 備考                  |
| ------------- | ---------------------------- | ---------- | -------- | --------------------- |
| 2017年9月30日 | 土曜 22:30 - 23:00           | TOKYO MX   | 東京都   |                       |
|               |                              | KBS京都    | 京都府   |                       |
|               |                              | サンテレビ | 兵庫県   |                       |
|               | 土曜 23:00 - 23:30           | BS11       | 日本全域 | BS放送 / 『ANIME+』枠 |
| 2017年10月5日 | 木曜 1:54 - 2:24（水曜深夜） | 静岡放送   | 静岡県   | [ 23 ]                |

| 配信日        | 配信時間           | 配信サイト                                  |
| ------------- | ------------------ | ------------------------------------------- |
| 2017年9月30日 | 日曜 22:30 - 23:00 | バンダイチャンネル LINE LIVE ニコニコ生放送 |

| 放送期間                                                     | 放送時間                     | 放送局       | 対象地域 | 備考                  |
| ------------------------------------------------------------ | ---------------------------- | ------------ | -------- | --------------------- |
| 2017年10月7日 - 12月30日                                     | 土曜 22:30 - 23:00           | TOKYO MX     | 東京都   |                       |
|                                                              |                              | KBS京都      | 京都府   |                       |
|                                                              |                              | サンテレビ   | 兵庫県   |                       |
| 2017年10月8日 - 12月31日                                     | 日曜 1:30 - 2:00（土曜深夜） | BS11         | 日本全域 | BS放送 / 『ANIME+』枠 |
| 2017年10月8日 - 2018年1月7日                                 | 日曜 1:50 - 2:20（土曜深夜） | テレビ愛知   | 愛知県   |                       |
| 2017年10月11日 - 2018年1月3日                                | 水曜 2:05 - 2:35（火曜深夜） | テレビ北海道 | 北海道   |                       |
|                                                              | 水曜 2:28 - 2:58（火曜深夜） | 静岡放送     | 静岡県   |                       |
| 2017年10月11日 - 2018年1月7日                                | 水曜 2:35 - 3:05（火曜深夜） | TVQ九州放送  | 福岡県   |                       |
| 一部地域で年末年始編成のため、放送時間や日時が変更となった。 |                              |              |          |                       |

| 配信開始日         | 配信時間           | 配信サイト |
| ------------------ | ------------------ | --- |
| 2017年10月7日      | 土曜 22:30 - 23:00 | バンダイチャンネル（ライブ配信） LINE LIVE ニコニコ生放送 AbemaTV 新作TVアニメチャンネル アニメイトチャンネル [ 25 ] |
|                    | 土曜 23:00 更新    | バンダイチャンネル（会員限定見放題） アニメイトチャンネル GYAO! Rakuten TV                                           |
| 2017年10月8日      | 日曜 12:00 更新    | dアニメストア DMM.com                                                                                                |
| 2017年10月9日      | 月曜 12:00 更新    | アニメ放題 |
| 海外でも同時配信。 |                    | |

## BD
| 巻 | 発売日         | 収録話          | 規格品番  | 規格品番  |
| 巻 | 発売日         | 収録話          | 限定版    | 通常版    |
| -- | -------------- | --------------- | --------- | --------- |
| 1  | 2016年9月27日  | 第1話           | BCXA-1170 | BCXA-1163 |
| 2  | 2016年10月26日 | 第2話 - 第3話   | BCXA-1171 | BCXA-1164 |
| 3  | 2016年11月25日 | 第4話 - 第5話   | BCXA-1172 | BCXA-1165 |
| 4  | 2016年12月22日 | 第6話 - 第7話   | BCXA-1173 | BCXA-1166 |
| 5  | 2017年1月27日  | 第8話 - 第9話   | BCXA-1174 | BCXA-1167 |
| 6  | 2017年2月24日  | 第10話 - 第11話 | BCXA-1175 | BCXA-1168 |
| 7  | 2017年3月24日  | 第12話 - 第13話 | BCXA-1176 | BCXA-1169 |

| 巻 | 発売日         | 収録話          | 規格品番  | 規格品番  |
| 巻 | 発売日         | 収録話          | 限定版    | 通常版    |
| -- | -------------- | --------------- | --------- | --------- |
| 1  | 2017年12月22日 | 第1話           | BCXA-1330 | BCXA-1323 |
| 2  | 2018年1月26日  | 第2話 - 第3話   | BCXA-1331 | BCXA-1324 |
| 3  | 2018年2月23日  | 第4話 - 第5話   | BCXA-1332 | BCXA-1325 |
| 4  | 2018年3月23日  | 第6話 - 第7話   | BCXA-1333 | BCXA-1326 |
| 5  | 2018年4月24日  | 第8話 - 第9話   | BCXA-1334 | BCXA-1327 |
| 6  | 2018年5月25日  | 第10話 - 第11話 | BCXA-1335 | BCXA-1328 |
| 7  | 2018年6月22日  | 第12話 - 第13話 | BCXA-1336 | BCXA-1329 |

2022年3月29日、第1期、第2期、劇場版、その他特典を収録した、『ラブライブ！サンシャイン!!Blu-ray BOX』（BCXA-1721）が発売された。

## サウンドトラック
| 発売日         | タイトル                | アーティスト名 | 規格品番    | 最高位 |
| -------------- | ----------------------- | -------------- | ----------- | ------ |
| 2016年11月30日 | Sailing to the Sunshine | 加藤達也       | LACA-9475/6 | 6位    |
| 2018年1月31日  | Journey to the Sunshine | 加藤達也       | LACA-9580/1 | 7位    |